# Lista di asteroidi (418001-419000)
Di seguito una lista di asteroidi dal numero 418001 al 419000 con data di scoperta e scopritore.

## 418001-418100
| Nome     | Designazione provvisoria | Data di scoperta  | Scopritore        |
| -------- | ------------------------ | ----------------- | ----------------- |
| 418001 - | 2007 TB405               | 7 ottobre 2007    | Spacewatch        |
| 418002 - | 2007 TR418               | 8 ottobre 2007    | Spacewatch        |
| 418003 - | 2007 TC429               | 12 ottobre 2007   | Spacewatch        |
| 418004 - | 2007 TM433               | 10 ottobre 2007   | CSS               |
| 418005 - | 2007 TA443               | 11 ottobre 2007   | CSS               |
| 418006 - | 2007 TE446               | 8 ottobre 2007    | LONEOS            |
| 418007 - | 2007 TN446               | 9 ottobre 2007    | Mt. Lemmon Survey |
| 418008 - | 2007 TW450               | 13 ottobre 2007   | LINEAR            |
| 418009 - | 2007 TD451               | 14 ottobre 2007   | Mt. Lemmon Survey |
| 418010 - | 2007 TH451               | 15 ottobre 2007   | Mt. Lemmon Survey |
| 418011 - | 2007 TC452               | 14 ottobre 2007   | LINEAR            |
| 418012 - | 2007 UZ2                 | 16 ottobre 2007   | Yeung, W. K. Y.   |
| 418013 - | 2007 UG4                 | 18 ottobre 2007   | LINEAR            |
| 418014 - | 2007 UZ6                 | 14 settembre 2007 | Mt. Lemmon Survey |
| 418015 - | 2007 UN24                | 15 settembre 2007 | Mt. Lemmon Survey |
| 418016 - | 2007 UG34                | 9 ottobre 2007    | CSS               |
| 418017 - | 2007 UQ42                | 16 ottobre 2007   | Mt. Lemmon Survey |
| 418018 - | 2007 UP43                | 8 settembre 2007  | Mt. Lemmon Survey |
| 418019 - | 2007 UA52                | 24 ottobre 2007   | Mt. Lemmon Survey |
| 418020 - | 2007 UP58                | 30 ottobre 2007   | CSS               |
| 418021 - | 2007 UV60                | 30 ottobre 2007   | Mt. Lemmon Survey |
| 418022 - | 2007 UW75                | 11 ottobre 2007   | Spacewatch        |
| 418023 - | 2007 UF78                | 17 ottobre 2007   | Mt. Lemmon Survey |
| 418024 - | 2007 UF84                | 30 ottobre 2007   | Spacewatch        |
| 418025 - | 2007 UZ87                | 30 ottobre 2007   | Spacewatch        |
| 418026 - | 2007 UP94                | 31 ottobre 2007   | Mt. Lemmon Survey |
| 418027 - | 2007 UL98                | 30 ottobre 2007   | Spacewatch        |
| 418028 - | 2007 UG102               | 30 ottobre 2007   | Spacewatch        |
| 418029 - | 2007 UB104               | 30 ottobre 2007   | Spacewatch        |
| 418030 - | 2007 UK115               | 31 ottobre 2007   | Spacewatch        |
| 418031 - | 2007 UW118               | 16 ottobre 2007   | Mt. Lemmon Survey |
| 418032 - | 2007 UQ119               | 30 ottobre 2007   | Mt. Lemmon Survey |
| 418033 - | 2007 UV134               | 30 ottobre 2007   | Spacewatch        |
| 418034 - | 2007 VH                  | 1º novembre 2007  | Molnar, L. A.     |
| 418035 - | 2007 VD9                 | 2 novembre 2007   | Mt. Lemmon Survey |
| 418036 - | 2007 VO12                | 9 ottobre 2007    | Spacewatch        |
| 418037 - | 2007 VV17                | 1º novembre 2007  | Mt. Lemmon Survey |
| 418038 - | 2007 VE22                | 25 settembre 2000 | Spacewatch        |
| 418039 - | 2007 VG26                | 2 novembre 2007   | Mt. Lemmon Survey |
| 418040 - | 2007 VM61                | 1º novembre 2007  | Spacewatch        |
| 418041 - | 2007 VL75                | 20 ottobre 2007   | Spacewatch        |
| 418042 - | 2007 VU78                | 3 novembre 2007   | Spacewatch        |
| 418043 - | 2007 VF83                | 16 ottobre 2007   | Spacewatch        |
| 418044 - | 2007 VV95                | 9 settembre 2007  | Mt. Lemmon Survey |
| 418045 - | 2007 VL96                | 26 settembre 2007 | Mt. Lemmon Survey |
| 418046 - | 2007 VV106               | 3 novembre 2007   | Spacewatch        |
| 418047 - | 2007 VU107               | 3 novembre 2007   | Spacewatch        |
| 418048 - | 2007 VW111               | 3 novembre 2007   | Spacewatch        |
| 418049 - | 2007 VX115               | 20 ottobre 2007   | Mt. Lemmon Survey |
| 418050 - | 2007 VL121               | 5 novembre 2007   | Spacewatch        |
| 418051 - | 2007 VQ127               | 14 marzo 2005     | Mt. Lemmon Survey |
| 418052 - | 2007 VC136               | 4 novembre 2007   | Mt. Lemmon Survey |
| 418053 - | 2007 VV141               | 4 novembre 2007   | Spacewatch        |
| 418054 - | 2007 VS142               | 18 settembre 2007 | Mt. Lemmon Survey |
| 418055 - | 2007 VP152               | 2 novembre 2007   | Spacewatch        |
| 418056 - | 2007 VU154               | 5 novembre 2007   | Spacewatch        |
| 418057 - | 2007 VS159               | 5 novembre 2007   | Spacewatch        |
| 418058 - | 2007 VC162               | 5 novembre 2007   | Spacewatch        |
| 418059 - | 2007 VB164               | 5 novembre 2007   | Spacewatch        |
| 418060 - | 2007 VD168               | 5 novembre 2007   | Spacewatch        |
| 418061 - | 2007 VE181               | 10 ottobre 2007   | Spacewatch        |
| 418062 - | 2007 VA189               | 4 novembre 2007   | Spacewatch        |
| 418063 - | 2007 VE190               | 21 ottobre 2007   | Mt. Lemmon Survey |
| 418064 - | 2007 VQ192               | 28 novembre 2003  | Spacewatch        |
| 418065 - | 2007 VO194               | 5 novembre 2007   | Mt. Lemmon Survey |
| 418066 - | 2007 VX197               | 8 novembre 2007   | Mt. Lemmon Survey |
| 418067 - | 2007 VJ199               | 9 novembre 2007   | Mt. Lemmon Survey |
| 418068 - | 2007 VY200               | 9 novembre 2007   | Mt. Lemmon Survey |
| 418069 - | 2007 VP210               | 9 novembre 2007   | Spacewatch        |
| 418070 - | 2007 VL216               | 9 novembre 2007   | Spacewatch        |
| 418071 - | 2007 VH221               | 5 novembre 2007   | Spacewatch        |
| 418072 - | 2007 VU221               | 12 novembre 2007  | Chante-Perdrix    |
| 418073 - | 2007 VT226               | 9 ottobre 2007    | CSS               |
| 418074 - | 2007 VT235               | 1º novembre 2007  | Spacewatch        |
| 418075 - | 2007 VW238               | 13 novembre 2007  | Spacewatch        |
| 418076 - | 2007 VX251               | 12 novembre 2007  | CSS               |
| 418077 - | 2007 VQ269               | 12 novembre 2007  | LINEAR            |
| 418078 - | 2007 VB280               | 14 novembre 2007  | Spacewatch        |
| 418079 - | 2007 VZ283               | 14 novembre 2007  | Spacewatch        |
| 418080 - | 2007 VL285               | 14 novembre 2007  | Spacewatch        |
| 418081 - | 2007 VW293               | 13 novembre 2007  | Spacewatch        |
| 418082 - | 2007 VK307               | 3 novembre 2007   | Spacewatch        |
| 418083 - | 2007 VV307               | 4 novembre 2007   | Spacewatch        |
| 418084 - | 2007 VR310               | 11 novembre 2007  | Mt. Lemmon Survey |
| 418085 - | 2007 VC311               | 9 novembre 2007   | Mt. Lemmon Survey |
| 418086 - | 2007 VN312               | 2 novembre 2007   | Mt. Lemmon Survey |
| 418087 - | 2007 VP323               | 4 novembre 2007   | Spacewatch        |
| 418088 - | 2007 VN326               | 4 novembre 2007   | Spacewatch        |
| 418089 - | 2007 VT327               | 8 novembre 2007   | LINEAR            |
| 418090 - | 2007 VB328               | 8 novembre 2007   | LINEAR            |
| 418091 - | 2007 VA333               | 9 novembre 2007   | Spacewatch        |
| 418092 - | 2007 VD333               | 9 novembre 2007   | Spacewatch        |
| 418093 - | 2007 VH334               | 14 settembre 2007 | Mt. Lemmon Survey |
| 418094 - | 2007 WV4                 | 19 novembre 2007  | Spacewatch        |
| 418095 - | 2007 WN6                 | 17 novembre 2007  | LINEAR            |
| 418096 - | 2007 WN8                 | 4 novembre 2007   | Spacewatch        |
| 418097 - | 2007 WB34                | 4 novembre 2007   | Spacewatch        |
| 418098 - | 2007 WC58                | 19 novembre 2007  | Mt. Lemmon Survey |
| 418099 - | 2007 WS60                | 9 febbraio 2005   | Spacewatch        |
| 418100 - | 2007 WZ61                | 17 novembre 2007  | Spacewatch        |

## 418101-418200
| Nome     | Designazione provvisoria | Data di scoperta | Scopritore           |
| -------- | ------------------------ | ---------------- | -------------------- |
| 418101 - | 2007 WG63                | 20 novembre 2007 | LINEAR               |
| 418102 - | 2007 XZ3                 | 3 dicembre 2007  | Spacewatch           |
| 418103 - | 2007 XB12                | 4 dicembre 2007  | Spacewatch           |
| 418104 - | 2007 XP16                | 7 novembre 2007  | Spacewatch           |
| 418105 - | 2007 XJ25                | 15 dicembre 2007 | OAM                  |
| 418106 - | 2007 XV27                | 14 dicembre 2007 | CSS                  |
| 418107 - | 2007 XC43                | 5 dicembre 2007  | Spacewatch           |
| 418108 - | 2007 XS50                | 6 dicembre 2007  | Mt. Lemmon Survey    |
| 418109 - | 2007 XV56                | 4 dicembre 2007  | Spacewatch           |
| 418110 - | 2007 XY58                | 14 dicembre 2007 | Mt. Lemmon Survey    |
| 418111 - | 2007 YD2                 | 18 dicembre 2007 | CSS                  |
| 418112 - | 2007 YU4                 | 16 dicembre 2007 | Spacewatch           |
| 418113 - | 2007 YN11                | 17 dicembre 2007 | Mt. Lemmon Survey    |
| 418114 - | 2007 YT12                | 17 dicembre 2007 | Mt. Lemmon Survey    |
| 418115 - | 2007 YA13                | 17 dicembre 2007 | Mt. Lemmon Survey    |
| 418116 - | 2007 YU16                | 4 dicembre 2007  | Spacewatch           |
| 418117 - | 2007 YJ31                | 28 dicembre 2007 | Spacewatch           |
| 418118 - | 2007 YM32                | 28 dicembre 2007 | Spacewatch           |
| 418119 - | 2007 YN35                | 18 novembre 2007 | Mt. Lemmon Survey    |
| 418120 - | 2007 YO37                | 17 dicembre 2007 | Spacewatch           |
| 418121 - | 2007 YH40                | 30 dicembre 2007 | Spacewatch           |
| 418122 - | 2007 YQ42                | 30 dicembre 2007 | CSS                  |
| 418123 - | 2007 YY47                | 15 dicembre 2007 | Spacewatch           |
| 418124 - | 2007 YD58                | 14 dicembre 2007 | Mt. Lemmon Survey    |
| 418125 - | 2007 YW61                | 31 dicembre 2007 | Mt. Lemmon Survey    |
| 418126 - | 2007 YD64                | 30 dicembre 2007 | Mt. Lemmon Survey    |
| 418127 - | 2007 YK64                | 16 dicembre 2007 | Spacewatch           |
| 418128 - | 2007 YY64                | 30 dicembre 2007 | Mt. Lemmon Survey    |
| 418129 - | 2007 YE69                | 27 ottobre 2003  | Spacewatch           |
| 418130 - | 2007 YO73                | 30 dicembre 2007 | Mt. Lemmon Survey    |
| 418131 - | 2008 AR9                 | 31 dicembre 2007 | Spacewatch           |
| 418132 - | 2008 AY13                | 10 gennaio 2008  | Mt. Lemmon Survey    |
| 418133 - | 2008 AN25                | 10 gennaio 2008  | Mt. Lemmon Survey    |
| 418134 - | 2008 AB27                | 30 dicembre 2007 | Mt. Lemmon Survey    |
| 418135 - | 2008 AG33                | 12 gennaio 2008  | Mt. Lemmon Survey    |
| 418136 - | 2008 AN35                | 10 gennaio 2008  | Spacewatch           |
| 418137 - | 2008 AY35                | 10 gennaio 2008  | Spacewatch           |
| 418138 - | 2008 AK43                | 10 marzo 2005    | Spacewatch           |
| 418139 - | 2008 AC44                | 10 gennaio 2008  | Spacewatch           |
| 418140 - | 2008 AG50                | 1º gennaio 2008  | Spacewatch           |
| 418141 - | 2008 AR52                | 4 novembre 2007  | Mt. Lemmon Survey    |
| 418142 - | 2008 AF59                | 11 gennaio 2008  | Spacewatch           |
| 418143 - | 2008 AJ59                | 30 dicembre 2007 | Mt. Lemmon Survey    |
| 418144 - | 2008 AA60                | 11 gennaio 2008  | CSS                  |
| 418145 - | 2008 AA65                | 11 gennaio 2008  | Mt. Lemmon Survey    |
| 418146 - | 2008 AT67                | 11 gennaio 2008  | Spacewatch           |
| 418147 - | 2008 AF72                | 31 dicembre 2007 | Spacewatch           |
| 418148 - | 2008 AK78                | 31 dicembre 2007 | Mt. Lemmon Survey    |
| 418149 - | 2008 AR79                | 31 dicembre 2007 | Spacewatch           |
| 418150 - | 2008 AL84                | 14 dicembre 2007 | Mt. Lemmon Survey    |
| 418151 - | 2008 AV85                | 13 gennaio 2008  | Spacewatch           |
| 418152 - | 2008 AS86                | 11 gennaio 2008  | Spacewatch           |
| 418153 - | 2008 AR90                | 13 gennaio 2008  | Spacewatch           |
| 418154 - | 2008 AZ90                | 13 gennaio 2008  | Spacewatch           |
| 418155 - | 2008 AS94                | 14 gennaio 2008  | Spacewatch           |
| 418156 - | 2008 AW97                | 14 gennaio 2008  | Spacewatch           |
| 418157 - | 2008 AH98                | 1º gennaio 2008  | Spacewatch           |
| 418158 - | 2008 AR101               | 3 dicembre 2007  | Spacewatch           |
| 418159 - | 2008 AB106               | 31 dicembre 2007 | Spacewatch           |
| 418160 - | 2008 AK107               | 15 gennaio 2008  | Spacewatch           |
| 418161 - | 2008 AU107               | 15 gennaio 2008  | Spacewatch           |
| 418162 - | 2008 AY111               | 15 gennaio 2008  | Spacewatch           |
| 418163 - | 2008 AR113               | 11 aprile 2005   | Mt. Lemmon Survey    |
| 418164 - | 2008 AK115               | 10 gennaio 2008  | Mt. Lemmon Survey    |
| 418165 - | 2008 AW133               | 6 gennaio 2008   | Mauna Kea            |
| 418166 - | 2008 AY137               | 11 gennaio 2008  | Mt. Lemmon Survey    |
| 418167 - | 2008 BA3                 | 16 gennaio 2008  | Spacewatch           |
| 418168 - | 2008 BA4                 | 16 gennaio 2008  | Spacewatch           |
| 418169 - | 2008 BF4                 | 16 gennaio 2008  | Spacewatch           |
| 418170 - | 2008 BD12                | 18 gennaio 2008  | Spacewatch           |
| 418171 - | 2008 BD21                | 30 gennaio 2008  | Mt. Lemmon Survey    |
| 418172 - | 2008 BQ21                | 30 gennaio 2008  | Mt. Lemmon Survey    |
| 418173 - | 2008 BY21                | 30 gennaio 2008  | Spacewatch           |
| 418174 - | 2008 BU22                | 19 novembre 2007 | Spacewatch           |
| 418175 - | 2008 BW27                | 30 gennaio 2008  | CSS                  |
| 418176 - | 2008 BU30                | 10 gennaio 2008  | Spacewatch           |
| 418177 - | 2008 BX31                | 30 gennaio 2008  | Mt. Lemmon Survey    |
| 418178 - | 2008 BQ33                | 30 gennaio 2008  | Spacewatch           |
| 418179 - | 2008 BP34                | 5 dicembre 2007  | Mt. Lemmon Survey    |
| 418180 - | 2008 BU34                | 30 gennaio 2008  | Mt. Lemmon Survey    |
| 418181 - | 2008 BD46                | 30 gennaio 2008  | Mt. Lemmon Survey    |
| 418182 - | 2008 BK51                | 16 gennaio 2008  | Spacewatch           |
| 418183 - | 2008 CC2                 | 3 febbraio 2008  | Lowe, A.             |
| 418184 - | 2008 CU4                 | 2 febbraio 2008  | CSS                  |
| 418185 - | 2008 CP5                 | 8 novembre 2007  | Mt. Lemmon Survey    |
| 418186 - | 2008 CE8                 | 11 gennaio 2008  | Mt. Lemmon Survey    |
| 418187 - | 2008 CH8                 | 2 febbraio 2008  | Spacewatch           |
| 418188 - | 2008 CS12                | 3 febbraio 2008  | Spacewatch           |
| 418189 - | 2008 CN16                | 3 febbraio 2008  | Spacewatch           |
| 418190 - | 2008 CO24                | 1º febbraio 2008 | Spacewatch           |
| 418191 - | 2008 CF25                | 1º febbraio 2008 | Spacewatch           |
| 418192 - | 2008 CH28                | 16 gennaio 2008  | Spacewatch           |
| 418193 - | 2008 CV32                | 2 febbraio 2008  | Spacewatch           |
| 418194 - | 2008 CX41                | 9 gennaio 2008   | Mt. Lemmon Survey    |
| 418195 - | 2008 CR43                | 2 febbraio 2008  | Spacewatch           |
| 418196 - | 2008 CB56                | 29 dicembre 2003 | Spacewatch           |
| 418197 - | 2008 CG59                | 7 febbraio 2008  | Mt. Lemmon Survey    |
| 418198 - | 2008 CN70                | 9 febbraio 2008  | Siding Spring Survey |
| 418199 - | 2008 CY77                | 1º febbraio 2008 | Spacewatch           |
| 418200 - | 2008 CB80                | 7 febbraio 2008  | Spacewatch           |

## 418201-418300
| Nome            | Designazione provvisoria | Data di scoperta  | Scopritore               |
| --------------- | ------------------------ | ----------------- | ------------------------ |
| 418201 -        | 2008 CZ88                | 7 febbraio 2008   | Mt. Lemmon Survey        |
| 418202 -        | 2008 CW92                | 8 febbraio 2008   | Spacewatch               |
| 418203 -        | 2008 CD102               | 21 agosto 2006    | Spacewatch               |
| 418204 -        | 2008 CE110               | 9 febbraio 2008   | Spacewatch               |
| 418205 -        | 2008 CF122               | 13 gennaio 2008   | Spacewatch               |
| 418206 -        | 2008 CQ127               | 8 febbraio 2008   | Spacewatch               |
| 418207 -        | 2008 CY128               | 23 ottobre 2003   | Spacewatch               |
| 418208 -        | 2008 CX129               | 8 febbraio 2008   | Spacewatch               |
| 418209 -        | 2008 CU139               | 1º febbraio 2008  | Spacewatch               |
| 418210 -        | 2008 CN147               | 9 febbraio 2008   | Spacewatch               |
| 418211 -        | 2008 CF154               | 9 febbraio 2008   | Spacewatch               |
| 418212 -        | 2008 CG158               | 9 febbraio 2008   | Spacewatch               |
| 418213 -        | 2008 CB159               | 13 novembre 2007  | Mt. Lemmon Survey        |
| 418214 -        | 2008 CT159               | 9 febbraio 2008   | Spacewatch               |
| 418215 -        | 2008 CS160               | 28 giugno 2001    | Spacewatch               |
| 418216 -        | 2008 CQ164               | 10 febbraio 2008  | Spacewatch               |
| 418217 -        | 2008 CO166               | 10 febbraio 2008  | Crni Vrh                 |
| 418218 -        | 2008 CB170               | 11 gennaio 2008   | Mt. Lemmon Survey        |
| 418219 -        | 2008 CY170               | 12 febbraio 2008  | Mt. Lemmon Survey        |
| 418220 Kestutis | 2008 CL177               | 3 febbraio 2008   | Baldone                  |
| 418221 -        | 2008 CY181               | 11 febbraio 2008  | Mt. Lemmon Survey        |
| 418222 -        | 2008 CY186               | 2 febbraio 2008   | CSS                      |
| 418223 -        | 2008 CN194               | 11 febbraio 2008  | Mt. Lemmon Survey        |
| 418224 -        | 2008 CY196               | 8 febbraio 2008   | Spacewatch               |
| 418225 -        | 2008 CJ203               | 10 febbraio 2008  | Mt. Lemmon Survey        |
| 418226 -        | 2008 CK203               | 11 dicembre 2006  | Spacewatch               |
| 418227 -        | 2008 CC204               | 14 febbraio 2008  | Mt. Lemmon Survey        |
| 418228 -        | 2008 CM207               | 13 febbraio 2008  | Mt. Lemmon Survey        |
| 418229 -        | 2008 CD208               | 8 febbraio 2008   | Spacewatch               |
| 418230 -        | 2008 CJ208               | 10 febbraio 2008  | Mt. Lemmon Survey        |
| 418231 -        | 2008 CR208               | 13 febbraio 2008  | Mt. Lemmon Survey        |
| 418232 -        | 2008 CA209               | 28 settembre 2003 | Spacewatch               |
| 418233 -        | 2008 DV                  | 26 febbraio 2008  | Mt. Lemmon Survey        |
| 418234 -        | 2008 DW9                 | 26 febbraio 2008  | Spacewatch               |
| 418235 -        | 2008 DA20                | 28 febbraio 2008  | Spacewatch               |
| 418236 -        | 2008 DS26                | 27 febbraio 2008  | CSS                      |
| 418237 -        | 2008 DG30                | 26 febbraio 2008  | Mt. Lemmon Survey        |
| 418238 -        | 2008 DR30                | 27 febbraio 2008  | Spacewatch               |
| 418239 -        | 2008 DW31                | 11 gennaio 2008   | Mt. Lemmon Survey        |
| 418240 -        | 2008 DY36                | 27 febbraio 2008  | CSS                      |
| 418241 -        | 2008 DH40                | 27 febbraio 2008  | Spacewatch               |
| 418242 -        | 2008 DO40                | 27 febbraio 2008  | Spacewatch               |
| 418243 -        | 2008 DF47                | 28 febbraio 2008  | Spacewatch               |
| 418244 -        | 2008 DN56                | 26 febbraio 2008  | LINEAR                   |
| 418245 -        | 2008 DZ57                | 28 febbraio 2008  | CSS                      |
| 418246 -        | 2008 DO61                | 28 febbraio 2008  | Mt. Lemmon Survey        |
| 418247 -        | 2008 DT64                | 28 febbraio 2008  | Mt. Lemmon Survey        |
| 418248 -        | 2008 DL67                | 29 febbraio 2008  | Spacewatch               |
| 418249 -        | 2008 DO72                | 12 febbraio 2008  | Spacewatch               |
| 418250 -        | 2008 DM77                | 28 febbraio 2008  | Mt. Lemmon Survey        |
| 418251 -        | 2008 DS80                | 18 febbraio 2008  | Mt. Lemmon Survey        |
| 418252 -        | 2008 DH82                | 2 febbraio 2008   | Mt. Lemmon Survey        |
| 418253 -        | 2008 DU82                | 28 febbraio 2008  | Spacewatch               |
| 418254 -        | 2008 DM85                | 28 febbraio 2008  | Spacewatch               |
| 418255 -        | 2008 DF88                | 18 febbraio 2008  | Mt. Lemmon Survey        |
| 418256 -        | 2008 DE89                | 28 febbraio 2008  | Spacewatch               |
| 418257 -        | 2008 EG6                 | 3 marzo 2008      | CSS                      |
| 418258 -        | 2008 EF7                 | 4 marzo 2008      | Spacewatch               |
| 418259 -        | 2008 EF12                | 1º marzo 2008     | Spacewatch               |
| 418260 -        | 2008 EG12                | 2 febbraio 2008   | Mt. Lemmon Survey        |
| 418261 -        | 2008 EL14                | 1º marzo 2008     | Spacewatch               |
| 418262 -        | 2008 EO24                | 3 marzo 2008      | Mt. Lemmon Survey        |
| 418263 -        | 2008 EA29                | 4 marzo 2008      | Mt. Lemmon Survey        |
| 418264 -        | 2008 EW29                | 4 marzo 2008      | PMO NEO Survey Program   |
| 418265 -        | 2008 EA32                | 10 marzo 2008     | CSS                      |
| 418266 -        | 2008 EH33                | 1º marzo 2008     | Spacewatch               |
| 418267 -        | 2008 ES38                | 1º marzo 2008     | Spacewatch               |
| 418268 -        | 2008 EO44                | 5 marzo 2008      | Spacewatch               |
| 418269 -        | 2008 EM46                | 5 marzo 2008      | Mt. Lemmon Survey        |
| 418270 -        | 2008 EO47                | 5 marzo 2008      | Mt. Lemmon Survey        |
| 418271 -        | 2008 EW52                | 6 marzo 2008      | Spacewatch               |
| 418272 -        | 2008 ES58                | 2 febbraio 2008   | Mt. Lemmon Survey        |
| 418273 -        | 2008 EE80                | 9 marzo 2008      | Spacewatch               |
| 418274 -        | 2008 EB82                | 2 febbraio 2008   | Mt. Lemmon Survey        |
| 418275 -        | 2008 ED86                | 18 febbraio 2008  | Mt. Lemmon Survey        |
| 418276 -        | 2008 EJ90                | 2 marzo 2008      | Spacewatch               |
| 418277 -        | 2008 EW96                | 7 marzo 2008      | Mt. Lemmon Survey        |
| 418278 -        | 2008 EQ107               | 12 gennaio 2008   | Spacewatch               |
| 418279 -        | 2008 EL111               | 8 marzo 2008      | Spacewatch               |
| 418280 -        | 2008 EX111               | 29 agosto 2006    | Spacewatch               |
| 418281 -        | 2008 EC113               | 8 marzo 2008      | Spacewatch               |
| 418282 -        | 2008 EQ120               | 9 marzo 2008      | Spacewatch               |
| 418283 -        | 2008 EA131               | 11 marzo 2008     | Spacewatch               |
| 418284 -        | 2008 ED132               | 11 marzo 2008     | Spacewatch               |
| 418285 -        | 2008 EC137               | 11 marzo 2008     | Spacewatch               |
| 418286 -        | 2008 EX139               | 28 febbraio 2008  | Spacewatch               |
| 418287 -        | 2008 EC153               | 11 marzo 2008     | Mt. Lemmon Survey        |
| 418288 -        | 2008 EU155               | 15 marzo 2008     | Mt. Lemmon Survey        |
| 418289 -        | 2008 EH158               | 7 marzo 2008      | Spacewatch               |
| 418290 -        | 2008 EN161               | 8 marzo 2008      | Mt. Lemmon Survey        |
| 418291 -        | 2008 EY161               | 10 marzo 2008     | Spacewatch               |
| 418292 -        | 2008 EN166               | 19 settembre 2001 | Sloan Digital Sky Survey |
| 418293 -        | 2008 FF                  | 25 marzo 2008     | Spacewatch               |
| 418294 -        | 2008 FS8                 | 10 febbraio 2008  | Spacewatch               |
| 418295 -        | 2008 FA11                | 20 ottobre 2006   | Spacewatch               |
| 418296 -        | 2008 FA25                | 12 marzo 2008     | Mt. Lemmon Survey        |
| 418297 -        | 2008 FU28                | 7 febbraio 2008   | Spacewatch               |
| 418298 -        | 2008 FZ28                | 28 marzo 2008     | Spacewatch               |
| 418299 -        | 2008 FD37                | 13 febbraio 2008  | Mt. Lemmon Survey        |
| 418300 -        | 2008 FT38                | 28 marzo 2008     | Spacewatch               |

## 418301-418400
| Nome     | Designazione provvisoria | Data di scoperta  | Scopritore               |
| -------- | ------------------------ | ----------------- | ------------------------ |
| 418301 - | 2008 FJ40                | 28 marzo 2008     | Spacewatch               |
| 418302 - | 2008 FO40                | 13 marzo 2008     | Spacewatch               |
| 418303 - | 2008 FS42                | 27 febbraio 2008  | Spacewatch               |
| 418304 - | 2008 FU49                | 12 marzo 2008     | Spacewatch               |
| 418305 - | 2008 FU51                | 28 marzo 2008     | Mt. Lemmon Survey        |
| 418306 - | 2008 FK53                | 28 marzo 2008     | Mt. Lemmon Survey        |
| 418307 - | 2008 FV53                | 28 marzo 2008     | Mt. Lemmon Survey        |
| 418308 - | 2008 FL56                | 12 marzo 2008     | Mt. Lemmon Survey        |
| 418309 - | 2008 FJ57                | 31 agosto 2005    | NEAT                     |
| 418310 - | 2008 FR66                | 28 marzo 2008     | Spacewatch               |
| 418311 - | 2008 FN70                | 28 marzo 2008     | Spacewatch               |
| 418312 - | 2008 FF88                | 28 marzo 2008     | Spacewatch               |
| 418313 - | 2008 FN96                | 29 marzo 2008     | Spacewatch               |
| 418314 - | 2008 FO97                | 27 febbraio 2008  | Mt. Lemmon Survey        |
| 418315 - | 2008 FY98                | 30 marzo 2008     | Spacewatch               |
| 418316 - | 2008 FN99                | 30 marzo 2008     | Spacewatch               |
| 418317 - | 2008 FO99                | 30 marzo 2008     | Spacewatch               |
| 418318 - | 2008 FZ101               | 19 maggio 2004    | Spacewatch               |
| 418319 - | 2008 FB104               | 30 marzo 2008     | Spacewatch               |
| 418320 - | 2008 FR104               | 30 marzo 2008     | Spacewatch               |
| 418321 - | 2008 FS111               | 31 marzo 2008     | Spacewatch               |
| 418322 - | 2008 FW116               | 12 novembre 2006  | Mt. Lemmon Survey        |
| 418323 - | 2008 FP118               | 31 marzo 2008     | Mt. Lemmon Survey        |
| 418324 - | 2008 FU124               | 30 marzo 2008     | Spacewatch               |
| 418325 - | 2008 FD127               | 31 marzo 2008     | Mt. Lemmon Survey        |
| 418326 - | 2008 FO128               | 28 marzo 2008     | Mt. Lemmon Survey        |
| 418327 - | 2008 FP128               | 28 marzo 2008     | Mt. Lemmon Survey        |
| 418328 - | 2008 FZ134               | 30 marzo 2008     | Spacewatch               |
| 418329 - | 2008 GC3                 | 7 aprile 2008     | CSS                      |
| 418330 - | 2008 GF4                 | 7 aprile 2008     | Tozzi, F.                |
| 418331 - | 2008 GH6                 | 10 marzo 2008     | Mt. Lemmon Survey        |
| 418332 - | 2008 GE7                 | 1º aprile 2008    | Spacewatch               |
| 418333 - | 2008 GH7                 | 1º aprile 2008    | Spacewatch               |
| 418334 - | 2008 GQ7                 | 1º aprile 2008    | Spacewatch               |
| 418335 - | 2008 GK9                 | 1º aprile 2008    | Spacewatch               |
| 418336 - | 2008 GZ13                | 3 aprile 2008     | Mt. Lemmon Survey        |
| 418337 - | 2008 GS16                | 3 aprile 2008     | Mt. Lemmon Survey        |
| 418338 - | 2008 GD21                | 1º aprile 2008    | Mt. Lemmon Survey        |
| 418339 - | 2008 GL21                | 4 aprile 2008     | Dillon, W. G.            |
| 418340 - | 2008 GZ34                | 3 aprile 2008     | Mt. Lemmon Survey        |
| 418341 - | 2008 GR35                | 30 marzo 2008     | Spacewatch               |
| 418342 - | 2008 GF37                | 3 aprile 2008     | Spacewatch               |
| 418343 - | 2008 GG46                | 21 settembre 2001 | Sloan Digital Sky Survey |
| 418344 - | 2008 GJ48                | 5 aprile 2008     | Spacewatch               |
| 418345 - | 2008 GB61                | 5 aprile 2008     | Mt. Lemmon Survey        |
| 418346 - | 2008 GX62                | 5 aprile 2008     | Spacewatch               |
| 418347 - | 2008 GN69                | 6 aprile 2008     | Mt. Lemmon Survey        |
| 418348 - | 2008 GL76                | 7 aprile 2008     | Mt. Lemmon Survey        |
| 418349 - | 2008 GM81                | 5 marzo 2008      | Mt. Lemmon Survey        |
| 418350 - | 2008 GB88                | 6 aprile 2008     | Spacewatch               |
| 418351 - | 2008 GL90                | 6 aprile 2008     | Mt. Lemmon Survey        |
| 418352 - | 2008 GC93                | 8 marzo 2008      | LINEAR                   |
| 418353 - | 2008 GC97                | 24 settembre 2005 | Spacewatch               |
| 418354 - | 2008 GD97                | 4 aprile 2008     | Spacewatch               |
| 418355 - | 2008 GM98                | 4 marzo 2008      | Mt. Lemmon Survey        |
| 418356 - | 2008 GV100               | 28 marzo 2008     | Mt. Lemmon Survey        |
| 418357 - | 2008 GX100               | 9 aprile 2008     | Spacewatch               |
| 418358 - | 2008 GA102               | 6 aprile 2008     | Spacewatch               |
| 418359 - | 2008 GL104               | 28 marzo 2008     | Spacewatch               |
| 418360 - | 2008 GT107               | 12 aprile 2008    | Spacewatch               |
| 418361 - | 2008 GQ111               | 8 aprile 2008     | LINEAR                   |
| 418362 - | 2008 GP115               | 15 marzo 2008     | Spacewatch               |
| 418363 - | 2008 GV117               | 11 aprile 2008    | CSS                      |
| 418364 - | 2008 GY117               | 11 aprile 2008    | Mt. Lemmon Survey        |
| 418365 - | 2008 GT119               | 3 aprile 2008     | Mt. Lemmon Survey        |
| 418366 - | 2008 GD123               | 30 marzo 2008     | Spacewatch               |
| 418367 - | 2008 GB127               | 14 aprile 2008    | Mt. Lemmon Survey        |
| 418368 - | 2008 GL127               | 14 aprile 2008    | Mt. Lemmon Survey        |
| 418369 - | 2008 GO132               | 13 aprile 2008    | Mt. Lemmon Survey        |
| 418370 - | 2008 GJ133               | 3 aprile 2008     | Spacewatch               |
| 418371 - | 2008 GU133               | 11 aprile 2008    | LINEAR                   |
| 418372 - | 2008 GB138               | 28 febbraio 2008  | Spacewatch               |
| 418373 - | 2008 GX138               | 6 aprile 2008     | Spacewatch               |
| 418374 - | 2008 GM141               | 14 aprile 2008    | Mt. Lemmon Survey        |
| 418375 - | 2008 GA145               | 20 dicembre 2007  | Spacewatch               |
| 418376 - | 2008 GG146               | 14 aprile 2008    | Mt. Lemmon Survey        |
| 418377 - | 2008 HA5                 | 6 marzo 2008      | Spacewatch               |
| 418378 - | 2008 HC5                 | 24 aprile 2008    | Spacewatch               |
| 418379 - | 2008 HK6                 | 24 aprile 2008    | Spacewatch               |
| 418380 - | 2008 HF9                 | 24 aprile 2008    | Spacewatch               |
| 418381 - | 2008 HX15                | 25 aprile 2008    | Spacewatch               |
| 418382 - | 2008 HE16                | 25 aprile 2008    | Spacewatch               |
| 418383 - | 2008 HM17                | 26 aprile 2008    | Spacewatch               |
| 418384 - | 2008 HJ21                | 15 marzo 2008     | Mt. Lemmon Survey        |
| 418385 - | 2008 HQ22                | 15 aprile 2008    | Mt. Lemmon Survey        |
| 418386 - | 2008 HK29                | 28 aprile 2008    | Mt. Lemmon Survey        |
| 418387 - | 2008 HL34                | 27 aprile 2008    | Spacewatch               |
| 418388 - | 2008 HE45                | 28 aprile 2008    | Spacewatch               |
| 418389 - | 2008 HH57                | 30 aprile 2008    | Spacewatch               |
| 418390 - | 2008 HV57                | 30 aprile 2008    | Spacewatch               |
| 418391 - | 2008 HP60                | 28 aprile 2008    | Mt. Lemmon Survey        |
| 418392 - | 2008 HT66                | 16 aprile 2008    | Mt. Lemmon Survey        |
| 418393 - | 2008 HG67                | 28 aprile 2008    | Spacewatch               |
| 418394 - | 2008 HO69                | 29 aprile 2008    | Mt. Lemmon Survey        |
| 418395 - | 2008 HG70                | 16 aprile 2008    | Mt. Lemmon Survey        |
| 418396 - | 2008 JL4                 | 1º maggio 2008    | Spacewatch               |
| 418397 - | 2008 JS4                 | 2 maggio 2008     | CSS                      |
| 418398 - | 2008 JJ21                | 7 aprile 2008     | CSS                      |
| 418399 - | 2008 JT22                | 7 maggio 2008     | Spacewatch               |
| 418400 - | 2008 JL27                | 8 maggio 2008     | Spacewatch               |

## 418401-418500
| Nome           | Designazione provvisoria | Data di scoperta  | Scopritore            |
| -------------- | ------------------------ | ----------------- | --------------------- |
| 418401 -       | 2008 JP32                | 29 aprile 2008    | Spacewatch            |
| 418402 -       | 2008 KH7                 | 26 maggio 2008    | Spacewatch            |
| 418403 -       | 2008 KD12                | 12 maggio 2008    | Siding Spring Survey  |
| 418404 -       | 2008 KX16                | 1º maggio 2008    | Spacewatch            |
| 418405 -       | 2008 KB18                | 28 maggio 2008    | Spacewatch            |
| 418406 -       | 2008 KF18                | 16 aprile 2008    | Mt. Lemmon Survey     |
| 418407 -       | 2008 KG21                | 28 maggio 2008    | Spacewatch            |
| 418408 -       | 2008 KD29                | 14 aprile 2008    | Mt. Lemmon Survey     |
| 418409 -       | 2008 KC31                | 29 maggio 2008    | Spacewatch            |
| 418410 -       | 2008 LL                  | 2 giugno 2008     | Mt. Lemmon Survey     |
| 418411 -       | 2008 LH3                 | 1º giugno 2008    | Spacewatch            |
| 418412 -       | 2008 LP5                 | 28 maggio 2008    | Spacewatch            |
| 418413 -       | 2008 LU8                 | 4 aprile 2008     | Spacewatch            |
| 418414 -       | 2008 LH10                | 3 maggio 2008     | Mt. Lemmon Survey     |
| 418415 -       | 2008 LV10                | 3 maggio 2008     | Mt. Lemmon Survey     |
| 418416 -       | 2008 LV16                | 15 giugno 2008    | CSS                   |
| 418417 -       | 2008 LV17                | 4 giugno 2008     | Spacewatch            |
| 418418 -       | 2008 LW17                | 6 giugno 2008     | Spacewatch            |
| 418419 Lacanto | 2008 MT1                 | 28 giugno 2008    | Ory, M.               |
| 418420 -       | 2008 MK5                 | 27 giugno 2008    | Siding Spring Survey  |
| 418421 -       | 2008 NB4                 | 11 luglio 2008    | Siding Spring Survey  |
| 418422 -       | 2008 NA5                 | 10 luglio 2008    | Siding Spring Survey  |
| 418423 -       | 2008 NK5                 | 1º luglio 2008    | CSS                   |
| 418424 -       | 2008 NM5                 | 8 luglio 2008     | Mt. Lemmon Survey     |
| 418425 -       | 2008 OR                  | 25 luglio 2008    | Ferrando, R.          |
| 418426 -       | 2008 OQ3                 | 25 luglio 2008    | Siding Spring Survey  |
| 418427 -       | 2008 OM7                 | 29 luglio 2008    | Mt. Lemmon Survey     |
| 418428 -       | 2008 OF11                | 31 luglio 2008    | OAM                   |
| 418429 -       | 2008 OC17                | 29 luglio 2008    | Spacewatch            |
| 418430 -       | 2008 OP22                | 29 luglio 2008    | Spacewatch            |
| 418431 -       | 2008 OO24                | 30 luglio 2008    | Spacewatch            |
| 418432 -       | 2008 OF25                | 30 luglio 2008    | CSS                   |
| 418433 -       | 2008 PV                  | 11 marzo 2003     | NEAT                  |
| 418434 -       | 2008 PX2                 | 3 agosto 2008     | Kugel, F.             |
| 418435 -       | 2008 PE9                 | 6 febbraio 2002   | Spacewatch            |
| 418436 -       | 2008 PG10                | 5 agosto 2008     | OAM                   |
| 418437 -       | 2008 PX10                | 30 luglio 2008    | CSS                   |
| 418438 -       | 2008 PX21                | 6 agosto 2008     | Siding Spring Survey  |
| 418439 -       | 2008 QH5                 | 22 agosto 2008    | Spacewatch            |
| 418440 -       | 2008 QM5                 | 22 agosto 2008    | Spacewatch            |
| 418441 -       | 2008 QS8                 | 25 agosto 2008    | OAM                   |
| 418442 -       | 2008 QF11                | 22 agosto 2008    | Spacewatch            |
| 418443 -       | 2008 QC18                | 28 agosto 2008    | OAM                   |
| 418444 -       | 2008 QM23                | 29 agosto 2008    | Schwab, E., Kling, R. |
| 418445 -       | 2008 QN26                | 22 settembre 2003 | LONEOS                |
| 418446 -       | 2008 QA34                | 29 agosto 2008    | OAM                   |
| 418447 -       | 2008 QW43                | 23 agosto 2008    | Siding Spring Survey  |
| 418448 -       | 2008 QN45                | 30 agosto 2008    | LINEAR                |
| 418449 -       | 2008 QR46                | 26 agosto 2008    | LINEAR                |
| 418450 -       | 2008 QN47                | 23 agosto 2008    | Spacewatch            |
| 418451 -       | 2008 QY47                | 24 agosto 2008    | Spacewatch            |
| 418452 -       | 2008 RN5                 | 2 settembre 2008  | Spacewatch            |
| 418453 -       | 2008 RS5                 | 2 settembre 2008  | Spacewatch            |
| 418454 -       | 2008 RL9                 | 3 settembre 2008  | Spacewatch            |
| 418455 -       | 2008 RB15                | 24 agosto 2008    | Spacewatch            |
| 418456 -       | 2008 RK24                | 5 settembre 2008  | LINEAR                |
| 418457 -       | 2008 RK28                | 2 settembre 2008  | Spacewatch            |
| 418458 -       | 2008 RY32                | 2 settembre 2008  | Spacewatch            |
| 418459 -       | 2008 RP37                | 2 settembre 2008  | Spacewatch            |
| 418460 -       | 2008 RA40                | 2 settembre 2008  | Spacewatch            |
| 418461 -       | 2008 RR40                | 2 settembre 2008  | Spacewatch            |
| 418462 -       | 2008 RU41                | 2 settembre 2008  | Spacewatch            |
| 418463 -       | 2008 RR42                | 2 settembre 2008  | Spacewatch            |
| 418464 -       | 2008 RX46                | 2 settembre 2008  | Spacewatch            |
| 418465 -       | 2008 RD49                | 21 settembre 2003 | Spacewatch            |
| 418466 -       | 2008 RT52                | 29 luglio 2008    | Mt. Lemmon Survey     |
| 418467 -       | 2008 RM54                | 3 settembre 2008  | Spacewatch            |
| 418468 -       | 2008 RT56                | 3 settembre 2008  | Spacewatch            |
| 418469 -       | 2008 RD64                | 4 settembre 2008  | Spacewatch            |
| 418470 -       | 2008 RV85                | 5 settembre 2008  | Spacewatch            |
| 418471 -       | 2008 RY85                | 5 settembre 2008  | Spacewatch            |
| 418472 -       | 2008 RT87                | 5 settembre 2008  | Spacewatch            |
| 418473 -       | 2008 RZ87                | 5 settembre 2008  | Spacewatch            |
| 418474 -       | 2008 RA88                | 5 settembre 2008  | Spacewatch            |
| 418475 -       | 2008 RQ92                | 6 settembre 2008  | Spacewatch            |
| 418476 -       | 2008 RZ92                | 6 settembre 2008  | Spacewatch            |
| 418477 -       | 2008 RW93                | 6 settembre 2008  | Spacewatch            |
| 418478 -       | 2008 RG96                | 30 luglio 2008    | Spacewatch            |
| 418479 -       | 2008 RQ96                | 7 settembre 2008  | Mt. Lemmon Survey     |
| 418480 -       | 2008 RH102               | 3 settembre 2008  | Spacewatch            |
| 418481 -       | 2008 RF104               | 5 settembre 2008  | Spacewatch            |
| 418482 -       | 2008 RN104               | 6 settembre 2008  | Mt. Lemmon Survey     |
| 418483 -       | 2008 RQ104               | 6 settembre 2008  | Spacewatch            |
| 418484 -       | 2008 RF106               | 6 settembre 2008  | Siding Spring Survey  |
| 418485 -       | 2008 RT106               | 7 settembre 2008  | Mt. Lemmon Survey     |
| 418486 -       | 2008 RJ111               | 4 settembre 2008  | Spacewatch            |
| 418487 -       | 2008 RT112               | 5 settembre 2008  | Spacewatch            |
| 418488 -       | 2008 RM114               | 6 settembre 2008  | Mt. Lemmon Survey     |
| 418489 -       | 2008 RA117               | 7 settembre 2008  | Mt. Lemmon Survey     |
| 418490 -       | 2008 RG118               | 9 settembre 2008  | Mt. Lemmon Survey     |
| 418491 -       | 2008 RG122               | 3 settembre 2008  | Spacewatch            |
| 418492 -       | 2008 RG124               | 6 settembre 2008  | Spacewatch            |
| 418493 -       | 2008 RV129               | 8 settembre 2008  | Spacewatch            |
| 418494 -       | 2008 RB131               | 7 settembre 2008  | Mt. Lemmon Survey     |
| 418495 -       | 2008 RF135               | 2 settembre 2008  | Spacewatch            |
| 418496 -       | 2008 RG140               | 8 settembre 2008  | Bickel, W.            |
| 418497 -       | 2008 RH141               | 31 gennaio 2006   | Spacewatch            |
| 418498 -       | 2008 RR143               | 6 settembre 2008  | Spacewatch            |
| 418499 -       | 2008 RZ144               | 5 settembre 2008  | Spacewatch            |
| 418500 -       | 2008 RD145               | 6 settembre 2008  | Spacewatch            |

## 418501-418600
| Nome           | Designazione provvisoria | Data di scoperta  | Scopritore               |
| -------------- | ------------------------ | ----------------- | ------------------------ |
| 418501 -       | 2008 RF146               | 6 settembre 2008  | Mt. Lemmon Survey        |
| 418502 -       | 2008 RK146               | 6 settembre 2008  | Spacewatch               |
| 418503 -       | 2008 RL146               | 7 settembre 2008  | Mt. Lemmon Survey        |
| 418504 -       | 2008 SA3                 | 19 settembre 2008 | LINEAR                   |
| 418505 -       | 2008 SZ4                 | 7 settembre 2008  | CSS                      |
| 418506 -       | 2008 SA6                 | 22 settembre 2008 | LINEAR                   |
| 418507 -       | 2008 SH21                | 21 agosto 2008    | Spacewatch               |
| 418508 -       | 2008 SY26                | 19 settembre 2008 | Spacewatch               |
| 418509 -       | 2008 SA35                | 20 settembre 2008 | Spacewatch               |
| 418510 -       | 2008 SD35                | 6 settembre 2008  | Mt. Lemmon Survey        |
| 418511 -       | 2008 SR38                | 20 settembre 2008 | Spacewatch               |
| 418512 -       | 2008 SN39                | 20 settembre 2008 | Spacewatch               |
| 418513 -       | 2008 SS39                | 20 settembre 2008 | Spacewatch               |
| 418514 -       | 2008 ST40                | 20 settembre 2008 | CSS                      |
| 418515 -       | 2008 SB45                | 6 settembre 2008  | Mt. Lemmon Survey        |
| 418516 -       | 2008 SL53                | 9 marzo 2005      | Mt. Lemmon Survey        |
| 418517 -       | 2008 SL56                | 6 settembre 2008  | Mt. Lemmon Survey        |
| 418518 -       | 2008 SU56                | 5 ottobre 2002    | Sloan Digital Sky Survey |
| 418519 -       | 2008 SX57                | 20 settembre 2008 | Spacewatch               |
| 418520 -       | 2008 ST59                | 20 settembre 2008 | Spacewatch               |
| 418521 -       | 2008 SX59                | 20 settembre 2008 | CSS                      |
| 418522 -       | 2008 SA61                | 20 settembre 2008 | CSS                      |
| 418523 -       | 2008 SO62                | 21 settembre 2008 | Spacewatch               |
| 418524 -       | 2008 SS63                | 21 settembre 2008 | Spacewatch               |
| 418525 -       | 2008 SH64                | 9 settembre 2008  | Mt. Lemmon Survey        |
| 418526 -       | 2008 SY65                | 21 settembre 2008 | Mt. Lemmon Survey        |
| 418527 -       | 2008 SW71                | 22 settembre 2008 | Spacewatch               |
| 418528 -       | 2008 SE72                | 22 settembre 2008 | CSS                      |
| 418529 -       | 2008 SK73                | 21 settembre 2003 | Spacewatch               |
| 418530 -       | 2008 SS78                | 23 settembre 2008 | Mt. Lemmon Survey        |
| 418531 -       | 2008 SB84                | 29 novembre 2003  | Spacewatch               |
| 418532 Saruman | 2008 SZ84                | 27 settembre 2008 | Taunus                   |
| 418533 -       | 2008 SC87                | 20 settembre 2008 | Spacewatch               |
| 418534 -       | 2008 SZ87                | 20 settembre 2008 | CSS                      |
| 418535 -       | 2008 SV88                | 20 settembre 2008 | CSS                      |
| 418536 -       | 2008 SW90                | 21 settembre 2008 | Spacewatch               |
| 418537 -       | 2008 SG92                | 21 settembre 2008 | Spacewatch               |
| 418538 -       | 2008 SS98                | 21 settembre 2008 | Spacewatch               |
| 418539 -       | 2008 SK101               | 21 settembre 2008 | Spacewatch               |
| 418540 -       | 2008 SR102               | 21 settembre 2008 | Mt. Lemmon Survey        |
| 418541 -       | 2008 SW102               | 21 settembre 2008 | Spacewatch               |
| 418542 -       | 2008 SY102               | 21 settembre 2008 | Spacewatch               |
| 418543 -       | 2008 SZ102               | 21 settembre 2008 | Spacewatch               |
| 418544 -       | 2008 SB104               | 21 settembre 2008 | Spacewatch               |
| 418545 -       | 2008 SQ107               | 9 settembre 2008  | Spacewatch               |
| 418546 -       | 2008 SS107               | 22 settembre 2008 | Spacewatch               |
| 418547 -       | 2008 ST107               | 22 settembre 2008 | Spacewatch               |
| 418548 -       | 2008 SQ113               | 22 settembre 2008 | Spacewatch               |
| 418549 -       | 2008 SO115               | 22 settembre 2008 | Spacewatch               |
| 418550 -       | 2008 SF117               | 22 settembre 2008 | Mt. Lemmon Survey        |
| 418551 -       | 2008 SF119               | 22 settembre 2008 | Mt. Lemmon Survey        |
| 418552 -       | 2008 SJ119               | 22 settembre 2008 | Mt. Lemmon Survey        |
| 418553 -       | 2008 SD121               | 22 settembre 2008 | Mt. Lemmon Survey        |
| 418554 -       | 2008 SH121               | 22 settembre 2008 | Mt. Lemmon Survey        |
| 418555 -       | 2008 SG122               | 6 settembre 2008  | Mt. Lemmon Survey        |
| 418556 -       | 2008 SD123               | 22 settembre 2008 | Mt. Lemmon Survey        |
| 418557 -       | 2008 SM123               | 22 settembre 2008 | Mt. Lemmon Survey        |
| 418558 -       | 2008 SH125               | 22 settembre 2008 | Mt. Lemmon Survey        |
| 418559 -       | 2008 SU130               | 22 settembre 2008 | Spacewatch               |
| 418560 -       | 2008 SD139               | 5 ottobre 2002    | Sloan Digital Sky Survey |
| 418561 -       | 2008 SE140               | 24 settembre 2008 | CSS                      |
| 418562 -       | 2008 SL140               | 24 settembre 2008 | Mt. Lemmon Survey        |
| 418563 -       | 2008 SM140               | 6 settembre 2008  | Mt. Lemmon Survey        |
| 418564 -       | 2008 SY144               | 25 settembre 2008 | Spacewatch               |
| 418565 -       | 2008 SN150               | 24 novembre 2003  | Spacewatch               |
| 418566 -       | 2008 SM154               | 22 settembre 2008 | LINEAR                   |
| 418567 -       | 2008 ST154               | 22 settembre 2008 | LINEAR                   |
| 418568 -       | 2008 SM156               | 23 settembre 2008 | LINEAR                   |
| 418569 -       | 2008 ST157               | 24 agosto 2008    | Spacewatch               |
| 418570 -       | 2008 SD161               | 28 settembre 2008 | LINEAR                   |
| 418571 -       | 2008 SE169               | 21 settembre 2008 | Mt. Lemmon Survey        |
| 418572 -       | 2008 SP172               | 22 settembre 2008 | Mt. Lemmon Survey        |
| 418573 -       | 2008 SA173               | 8 settembre 2002  | NEAT                     |
| 418574 -       | 2008 SU177               | 30 luglio 2008    | Mt. Lemmon Survey        |
| 418575 -       | 2008 SY184               | 24 settembre 2008 | Spacewatch               |
| 418576 -       | 2008 SD186               | 7 settembre 2008  | Mt. Lemmon Survey        |
| 418577 -       | 2008 SJ188               | 25 settembre 2008 | Spacewatch               |
| 418578 -       | 2008 SO188               | 25 settembre 2008 | Spacewatch               |
| 418579 -       | 2008 SM196               | 25 settembre 2008 | Spacewatch               |
| 418580 -       | 2008 SB200               | 26 settembre 2008 | Spacewatch               |
| 418581 -       | 2008 SM200               | 26 settembre 2008 | Spacewatch               |
| 418582 -       | 2008 SM201               | 26 settembre 2008 | Spacewatch               |
| 418583 -       | 2008 SS206               | 26 settembre 2008 | Spacewatch               |
| 418584 -       | 2008 SM211               | 28 settembre 2008 | Mt. Lemmon Survey        |
| 418585 -       | 2008 SJ217               | 29 settembre 2008 | Mt. Lemmon Survey        |
| 418586 -       | 2008 SP218               | 30 settembre 2008 | OAM                      |
| 418587 -       | 2008 SL233               | 28 settembre 2008 | Mt. Lemmon Survey        |
| 418588 -       | 2008 SO233               | 28 settembre 2008 | Mt. Lemmon Survey        |
| 418589 -       | 2008 SB235               | 19 settembre 2008 | Spacewatch               |
| 418590 -       | 2008 SM240               | 29 settembre 2008 | Spacewatch               |
| 418591 -       | 2008 SS241               | 29 settembre 2008 | CSS                      |
| 418592 -       | 2008 SY242               | 6 settembre 2008  | Mt. Lemmon Survey        |
| 418593 -       | 2008 SY246               | 30 settembre 2008 | CSS                      |
| 418594 -       | 2008 SC248               | 20 settembre 2008 | Spacewatch               |
| 418595 -       | 2008 SY253               | 22 settembre 2008 | Spacewatch               |
| 418596 -       | 2008 SO257               | 22 settembre 2008 | Spacewatch               |
| 418597 -       | 2008 SX258               | 21 ottobre 2003   | Spacewatch               |
| 418598 -       | 2008 ST259               | 23 settembre 2008 | Mt. Lemmon Survey        |
| 418599 -       | 2008 SC260               | 31 gennaio 2006   | Spacewatch               |
| 418600 -       | 2008 SA261               | 23 settembre 2008 | Spacewatch               |

## 418601-418700
| Nome        | Designazione provvisoria | Data di scoperta  | Scopritore        |
| ----------- | ------------------------ | ----------------- | ----------------- |
| 418601 -    | 2008 SH262               | 24 settembre 2008 | Spacewatch        |
| 418602 -    | 2008 SP265               | 29 settembre 2008 | Spacewatch        |
| 418603 -    | 2008 SM269               | 22 settembre 2008 | Mt. Lemmon Survey |
| 418604 -    | 2008 SY270               | 25 settembre 2008 | Spacewatch        |
| 418605 -    | 2008 SM271               | 29 settembre 2008 | Spacewatch        |
| 418606 -    | 2008 SJ274               | 20 settembre 2008 | Spacewatch        |
| 418607 -    | 2008 SF277               | 19 dicembre 2003  | Spacewatch        |
| 418608 -    | 2008 SX277               | 25 settembre 2008 | Spacewatch        |
| 418609 -    | 2008 SZ279               | 24 settembre 2008 | Mt. Lemmon Survey |
| 418610 -    | 2008 SV286               | 23 settembre 2008 | CSS               |
| 418611 -    | 2008 SQ287               | 16 marzo 2005     | Mt. Lemmon Survey |
| 418612 -    | 2008 SK288               | 24 settembre 2008 | CSS               |
| 418613 -    | 2008 SH291               | 21 settembre 2008 | CSS               |
| 418614 -    | 2008 SJ291               | 22 settembre 2008 | CSS               |
| 418615 -    | 2008 SH300               | 23 settembre 2008 | LINEAR            |
| 418616 -    | 2008 SL300               | 23 settembre 2008 | CSS               |
| 418617 -    | 2008 SK302               | 23 settembre 2008 | Mt. Lemmon Survey |
| 418618 -    | 2008 SO308               | 30 settembre 2008 | CSS               |
| 418619 -    | 2008 TW5                 | 3 ottobre 2008    | OAM               |
| 418620 -    | 2008 TS7                 | 3 ottobre 2008    | OAM               |
| 418621 -    | 2008 TJ10                | 23 settembre 2008 | Spacewatch        |
| 418622 -    | 2008 TO14                | 1º ottobre 2008   | Mt. Lemmon Survey |
| 418623 -    | 2008 TU19                | 22 settembre 2008 | Mt. Lemmon Survey |
| 418624 -    | 2008 TZ31                | 1º ottobre 2008   | Spacewatch        |
| 418625 -    | 2008 TD33                | 1º ottobre 2008   | Spacewatch        |
| 418626 -    | 2008 TX33                | 1º ottobre 2008   | Spacewatch        |
| 418627 -    | 2008 TD34                | 7 settembre 2008  | Mt. Lemmon Survey |
| 418628 -    | 2008 TW34                | 24 agosto 2008    | Spacewatch        |
| 418629 -    | 2008 TC37                | 1º ottobre 2008   | Mt. Lemmon Survey |
| 418630 -    | 2008 TF37                | 2 settembre 2008  | Spacewatch        |
| 418631 -    | 2008 TT40                | 1º ottobre 2008   | Mt. Lemmon Survey |
| 418632 -    | 2008 TM42                | 1º ottobre 2008   | Mt. Lemmon Survey |
| 418633 -    | 2008 TB45                | 1º ottobre 2008   | Mt. Lemmon Survey |
| 418634 -    | 2008 TL47                | 1º ottobre 2008   | Spacewatch        |
| 418635 -    | 2008 TA48                | 1º ottobre 2008   | Spacewatch        |
| 418636 -    | 2008 TE51                | 2 ottobre 2008    | Spacewatch        |
| 418637 -    | 2008 TE52                | 2 ottobre 2008    | Spacewatch        |
| 418638 -    | 2008 TL52                | 24 settembre 2008 | Spacewatch        |
| 418639 -    | 2008 TM53                | 2 ottobre 2008    | Spacewatch        |
| 418640 -    | 2008 TM55                | 2 ottobre 2008    | Spacewatch        |
| 418641 -    | 2008 TD56                | 20 settembre 2008 | Spacewatch        |
| 418642 -    | 2008 TS58                | 24 settembre 2008 | Spacewatch        |
| 418643 -    | 2008 TO59                | 2 ottobre 2008    | Spacewatch        |
| 418644 -    | 2008 TU61                | 2 ottobre 2008    | Spacewatch        |
| 418645 -    | 2008 TH63                | 22 settembre 2008 | Mt. Lemmon Survey |
| 418646 -    | 2008 TT65                | 2 ottobre 2008    | CSS               |
| 418647 -    | 2008 TJ66                | 2 ottobre 2008    | Spacewatch        |
| 418648 -    | 2008 TU72                | 2 ottobre 2008    | Spacewatch        |
| 418649 -    | 2008 TQ76                | 2 ottobre 2008    | Mt. Lemmon Survey |
| 418650 -    | 2008 TT76                | 3 settembre 2008  | Spacewatch        |
| 418651 -    | 2008 TQ83                | 7 settembre 2008  | Mt. Lemmon Survey |
| 418652 -    | 2008 TZ83                | 3 ottobre 2008    | Spacewatch        |
| 418653 -    | 2008 TT84                | 3 ottobre 2008    | Spacewatch        |
| 418654 -    | 2008 TV84                | 24 settembre 2008 | Spacewatch        |
| 418655 -    | 2008 TK87                | 25 settembre 2008 | Spacewatch        |
| 418656 -    | 2008 TN91                | 4 ottobre 2008    | OAM               |
| 418657 -    | 2008 TM92                | 3 settembre 2008  | Spacewatch        |
| 418658 -    | 2008 TV93                | 26 aprile 2001    | Spacewatch        |
| 418659 -    | 2008 TJ101               | 6 settembre 2008  | Mt. Lemmon Survey |
| 418660 -    | 2008 TF105               | 6 ottobre 2008    | Spacewatch        |
| 418661 -    | 2008 TO112               | 6 ottobre 2008    | CSS               |
| 418662 -    | 2008 TO118               | 2 settembre 2008  | Spacewatch        |
| 418663 -    | 2008 TW118               | 7 ottobre 2008    | Spacewatch        |
| 418664 -    | 2008 TP127               | 8 ottobre 2008    | Mt. Lemmon Survey |
| 418665 -    | 2008 TZ128               | 8 ottobre 2008    | Mt. Lemmon Survey |
| 418666 -    | 2008 TG130               | 8 ottobre 2008    | Mt. Lemmon Survey |
| 418667 -    | 2008 TO130               | 8 ottobre 2008    | Mt. Lemmon Survey |
| 418668 -    | 2008 TU130               | 8 ottobre 2008    | Mt. Lemmon Survey |
| 418669 -    | 2008 TK131               | 8 ottobre 2008    | Mt. Lemmon Survey |
| 418670 -    | 2008 TW131               | 23 settembre 2008 | Spacewatch        |
| 418671 -    | 2008 TY131               | 8 ottobre 2008    | Mt. Lemmon Survey |
| 418672 -    | 2008 TS138               | 23 settembre 2008 | Spacewatch        |
| 418673 -    | 2008 TW147               | 9 ottobre 2008    | Mt. Lemmon Survey |
| 418674 -    | 2008 TD151               | 9 ottobre 2008    | Mt. Lemmon Survey |
| 418675 -    | 2008 TA164               | 1º ottobre 2008   | Mt. Lemmon Survey |
| 418676 -    | 2008 TO164               | 1º ottobre 2008   | Spacewatch        |
| 418677 -    | 2008 TZ166               | 8 ottobre 2008    | Mt. Lemmon Survey |
| 418678 -    | 2008 TE168               | 1º ottobre 2008   | Spacewatch        |
| 418679 -    | 2008 TC169               | 6 ottobre 2008    | Mt. Lemmon Survey |
| 418680 -    | 2008 TP171               | 6 ottobre 2008    | CSS               |
| 418681 -    | 2008 TB172               | 9 ottobre 2008    | Mt. Lemmon Survey |
| 418682 -    | 2008 TJ172               | 2 ottobre 2008    | Spacewatch        |
| 418683 -    | 2008 TC174               | 2 ottobre 2008    | Mt. Lemmon Survey |
| 418684 -    | 2008 TM175               | 8 ottobre 2008    | Spacewatch        |
| 418685 -    | 2008 TB181               | 3 ottobre 2008    | Mt. Lemmon Survey |
| 418686 -    | 2008 TJ189               | 10 ottobre 2008   | Mt. Lemmon Survey |
| 418687 -    | 2008 UG2                 | 21 ottobre 2003   | Spacewatch        |
| 418688 -    | 2008 UT3                 | 22 ottobre 2008   | Bickel, W.        |
| 418689 Gema | 2008 UQ4                 | 24 ottobre 2008   | La Canada         |
| 418690 -    | 2008 UE6                 | 21 ottobre 2008   | Mt. Lemmon Survey |
| 418691 -    | 2008 UR6                 | 22 ottobre 2008   | Andrushivka       |
| 418692 -    | 2008 UW7                 | 17 ottobre 2008   | Spacewatch        |
| 418693 -    | 2008 UP9                 | 2 ottobre 2008    | Mt. Lemmon Survey |
| 418694 -    | 2008 UP10                | 24 settembre 2008 | Spacewatch        |
| 418695 -    | 2008 UF12                | 17 ottobre 2008   | Spacewatch        |
| 418696 -    | 2008 UH14                | 18 ottobre 2008   | Spacewatch        |
| 418697 -    | 2008 UV16                | 18 ottobre 2008   | Spacewatch        |
| 418698 -    | 2008 UB17                | 18 ottobre 2008   | Spacewatch        |
| 418699 -    | 2008 UB24                | 7 ottobre 2008    | Spacewatch        |
| 418700 -    | 2008 UM24                | 20 ottobre 2008   | Spacewatch        |

## 418701-418800
| Nome     | Designazione provvisoria | Data di scoperta  | Scopritore        |
| -------- | ------------------------ | ----------------- | ----------------- |
| 418701 - | 2008 US29                | 20 ottobre 2008   | Spacewatch        |
| 418702 - | 2008 UY30                | 20 ottobre 2008   | Spacewatch        |
| 418703 - | 2008 UE31                | 25 settembre 2008 | Spacewatch        |
| 418704 - | 2008 UP36                | 20 ottobre 2008   | Spacewatch        |
| 418705 - | 2008 UU37                | 20 ottobre 2008   | Spacewatch        |
| 418706 - | 2008 UL41                | 20 ottobre 2008   | Spacewatch        |
| 418707 - | 2008 UH42                | 20 ottobre 2008   | Spacewatch        |
| 418708 - | 2008 UO42                | 20 ottobre 2008   | Spacewatch        |
| 418709 - | 2008 UC48                | 2 ottobre 2008    | Spacewatch        |
| 418710 - | 2008 UO48                | 20 ottobre 2008   | Mt. Lemmon Survey |
| 418711 - | 2008 UG53                | 20 ottobre 2008   | Spacewatch        |
| 418712 - | 2008 US60                | 21 ottobre 2008   | Spacewatch        |
| 418713 - | 2008 UK61                | 21 ottobre 2008   | Spacewatch        |
| 418714 - | 2008 UO66                | 21 ottobre 2008   | Spacewatch        |
| 418715 - | 2008 UC75                | 21 ottobre 2008   | Spacewatch        |
| 418716 - | 2008 UQ78                | 21 ottobre 2008   | LUSS              |
| 418717 - | 2008 UR80                | 22 ottobre 2008   | Spacewatch        |
| 418718 - | 2008 UP83                | 8 ottobre 2008    | Mt. Lemmon Survey |
| 418719 - | 2008 UQ83                | 8 ottobre 2008    | Mt. Lemmon Survey |
| 418720 - | 2008 UT87                | 24 ottobre 2008   | Crni Vrh          |
| 418721 - | 2008 UX88                | 24 ottobre 2008   | Mt. Lemmon Survey |
| 418722 - | 2008 UY90                | 7 ottobre 2008    | Spacewatch        |
| 418723 - | 2008 UG96                | 29 settembre 2008 | CSS               |
| 418724 - | 2008 UK99                | 30 ottobre 2008   | Ryan, W. H.       |
| 418725 - | 2008 UO103               | 22 settembre 2008 | Mt. Lemmon Survey |
| 418726 - | 2008 UN106               | 21 ottobre 2008   | Spacewatch        |
| 418727 - | 2008 UD110               | 22 ottobre 2008   | Spacewatch        |
| 418728 - | 2008 UC111               | 28 settembre 2008 | Mt. Lemmon Survey |
| 418729 - | 2008 UX111               | 22 ottobre 2008   | Spacewatch        |
| 418730 - | 2008 UE113               | 9 ottobre 2008    | Spacewatch        |
| 418731 - | 2008 UX114               | 22 ottobre 2008   | Spacewatch        |
| 418732 - | 2008 UK118               | 22 ottobre 2008   | Spacewatch        |
| 418733 - | 2008 UX124               | 22 ottobre 2008   | Spacewatch        |
| 418734 - | 2008 UQ127               | 22 ottobre 2008   | Spacewatch        |
| 418735 - | 2008 UC130               | 23 ottobre 2008   | Spacewatch        |
| 418736 - | 2008 UU133               | 23 ottobre 2008   | Spacewatch        |
| 418737 - | 2008 UX133               | 29 luglio 2008    | Mt. Lemmon Survey |
| 418738 - | 2008 UK135               | 23 ottobre 2008   | Spacewatch        |
| 418739 - | 2008 UH139               | 23 ottobre 2008   | Spacewatch        |
| 418740 - | 2008 UO144               | 23 ottobre 2008   | Spacewatch        |
| 418741 - | 2008 UQ145               | 23 ottobre 2008   | Spacewatch        |
| 418742 - | 2008 UG149               | 23 ottobre 2008   | Spacewatch        |
| 418743 - | 2008 UO149               | 23 ottobre 2008   | Mt. Lemmon Survey |
| 418744 - | 2008 UR152               | 23 ottobre 2008   | Mt. Lemmon Survey |
| 418745 - | 2008 UQ155               | 23 ottobre 2008   | Mt. Lemmon Survey |
| 418746 - | 2008 UC157               | 23 ottobre 2008   | Mt. Lemmon Survey |
| 418747 - | 2008 UP157               | 23 ottobre 2008   | Mt. Lemmon Survey |
| 418748 - | 2008 UM158               | 23 ottobre 2008   | Spacewatch        |
| 418749 - | 2008 UF162               | 26 settembre 2008 | Spacewatch        |
| 418750 - | 2008 UB165               | 8 ottobre 2008    | Spacewatch        |
| 418751 - | 2008 UR168               | 24 ottobre 2008   | Spacewatch        |
| 418752 - | 2008 UQ169               | 24 ottobre 2008   | Spacewatch        |
| 418753 - | 2008 UP177               | 24 ottobre 2008   | Mt. Lemmon Survey |
| 418754 - | 2008 UA188               | 24 ottobre 2008   | Spacewatch        |
| 418755 - | 2008 UK189               | 25 ottobre 2008   | Mt. Lemmon Survey |
| 418756 - | 2008 UC197               | 27 ottobre 2008   | CSS               |
| 418757 - | 2008 UJ199               | 30 ottobre 2008   | Mt. Lemmon Survey |
| 418758 - | 2008 UT204               | 27 settembre 2008 | Mt. Lemmon Survey |
| 418759 - | 2008 UZ204               | 20 ottobre 2008   | Spacewatch        |
| 418760 - | 2008 UU208               | 23 ottobre 2008   | Spacewatch        |
| 418761 - | 2008 UO209               | 23 ottobre 2008   | Spacewatch        |
| 418762 - | 2008 UF211               | 23 ottobre 2008   | Spacewatch        |
| 418763 - | 2008 UD224               | 25 ottobre 2008   | Spacewatch        |
| 418764 - | 2008 UA227               | 25 ottobre 2008   | Spacewatch        |
| 418765 - | 2008 UY227               | 25 ottobre 2008   | Spacewatch        |
| 418766 - | 2008 UU239               | 26 ottobre 2008   | Spacewatch        |
| 418767 - | 2008 UP242               | 26 ottobre 2008   | Spacewatch        |
| 418768 - | 2008 UX242               | 22 ottobre 2008   | Spacewatch        |
| 418769 - | 2008 UB254               | 27 ottobre 2008   | Spacewatch        |
| 418770 - | 2008 UW262               | 27 ottobre 2008   | Spacewatch        |
| 418771 - | 2008 UZ262               | 27 ottobre 2008   | Spacewatch        |
| 418772 - | 2008 UW263               | 28 ottobre 2008   | Spacewatch        |
| 418773 - | 2008 UQ264               | 9 ottobre 2008    | Spacewatch        |
| 418774 - | 2008 UA265               | 28 settembre 2008 | Mt. Lemmon Survey |
| 418775 - | 2008 UO267               | 28 ottobre 2008   | Spacewatch        |
| 418776 - | 2008 UZ267               | 25 settembre 2008 | Spacewatch        |
| 418777 - | 2008 UX272               | 28 ottobre 2008   | Spacewatch        |
| 418778 - | 2008 UJ276               | 28 ottobre 2008   | Mt. Lemmon Survey |
| 418779 - | 2008 UV276               | 7 ottobre 2008    | Spacewatch        |
| 418780 - | 2008 UU280               | 27 settembre 2008 | Mt. Lemmon Survey |
| 418781 - | 2008 UP290               | 28 ottobre 2008   | Spacewatch        |
| 418782 - | 2008 UG298               | 21 ottobre 2008   | Spacewatch        |
| 418783 - | 2008 UU302               | 29 ottobre 2008   | Spacewatch        |
| 418784 - | 2008 UB314               | 30 ottobre 2008   | Mt. Lemmon Survey |
| 418785 - | 2008 US322               | 31 ottobre 2008   | Mt. Lemmon Survey |
| 418786 - | 2008 UU322               | 28 settembre 2008 | Mt. Lemmon Survey |
| 418787 - | 2008 UH323               | 31 ottobre 2008   | CSS               |
| 418788 - | 2008 UF330               | 2 ottobre 2008    | Spacewatch        |
| 418789 - | 2008 UR337               | 20 ottobre 2008   | Spacewatch        |
| 418790 - | 2008 UJ346               | 31 ottobre 2008   | Mt. Lemmon Survey |
| 418791 - | 2008 UR347               | 23 ottobre 2008   | Spacewatch        |
| 418792 - | 2008 UX357               | 25 ottobre 2008   | CSS               |
| 418793 - | 2008 UD358               | 25 ottobre 2008   | Spacewatch        |
| 418794 - | 2008 UP364               | 28 ottobre 2008   | CSS               |
| 418795 - | 2008 UM366               | 20 ottobre 2008   | Mt. Lemmon Survey |
| 418796 - | 2008 UN366               | 20 ottobre 2008   | Mt. Lemmon Survey |
| 418797 - | 2008 VF                  | 1º novembre 2008  | LINEAR            |
| 418798 - | 2008 VY                  | 29 ottobre 2008   | Mt. Lemmon Survey |
| 418799 - | 2008 VN10                | 2 novembre 2008   | Mt. Lemmon Survey |
| 418800 - | 2008 VT14                | 9 novembre 2008   | OAM               |

## 418801-418900
| Nome        | Designazione provvisoria | Data di scoperta  | Scopritore           |
| ----------- | ------------------------ | ----------------- | -------------------- |
| 418801 -    | 2008 VO15                | 1º novembre 2008  | Spacewatch           |
| 418802 -    | 2008 VN16                | 1º novembre 2008  | Spacewatch           |
| 418803 -    | 2008 VG18                | 1º novembre 2008  | Spacewatch           |
| 418804 -    | 2008 VU20                | 1º novembre 2008  | Mt. Lemmon Survey    |
| 418805 -    | 2008 VT22                | 23 settembre 2008 | Mt. Lemmon Survey    |
| 418806 -    | 2008 VO25                | 2 novembre 2008   | Spacewatch           |
| 418807 -    | 2008 VL26                | 2 novembre 2008   | Spacewatch           |
| 418808 -    | 2008 VB29                | 2 novembre 2008   | Spacewatch           |
| 418809 -    | 2008 VO30                | 2 novembre 2008   | Spacewatch           |
| 418810 -    | 2008 VJ32                | 7 ottobre 2008    | Mt. Lemmon Survey    |
| 418811 -    | 2008 VQ36                | 29 novembre 2003  | Spacewatch           |
| 418812 -    | 2008 VF39                | 2 novembre 2008   | CSS                  |
| 418813 -    | 2008 VP39                | 2 novembre 2008   | Spacewatch           |
| 418814 -    | 2008 VC41                | 22 ottobre 2008   | Spacewatch           |
| 418815 -    | 2008 VQ45                | 3 novembre 2008   | Spacewatch           |
| 418816 -    | 2008 VY46                | 20 ottobre 2008   | Spacewatch           |
| 418817 -    | 2008 VE56                | 7 marzo 2005      | LINEAR               |
| 418818 -    | 2008 VP57                | 6 novembre 2008   | Mt. Lemmon Survey    |
| 418819 -    | 2008 VQ61                | 8 novembre 2008   | Mt. Lemmon Survey    |
| 418820 -    | 2008 VF66                | 1º novembre 2008  | Spacewatch           |
| 418821 -    | 2008 VH67                | 7 novembre 2008   | CSS                  |
| 418822 -    | 2008 VO71                | 7 novembre 2008   | Mt. Lemmon Survey    |
| 418823 -    | 2008 VX76                | 2 novembre 2008   | Mt. Lemmon Survey    |
| 418824 -    | 2008 VY78                | 8 novembre 2008   | Mt. Lemmon Survey    |
| 418825 -    | 2008 VQ79                | 9 novembre 2008   | Spacewatch           |
| 418826 -    | 2008 VB80                | 8 novembre 2008   | Spacewatch           |
| 418827 -    | 2008 VQ80                | 28 dicembre 2003  | LINEAR               |
| 418828 -    | 2008 WN3                 | 29 ottobre 2008   | Spacewatch           |
| 418829 -    | 2008 WB4                 | 9 marzo 2005      | CSS                  |
| 418830 -    | 2008 WJ5                 | 17 novembre 2008  | Spacewatch           |
| 418831 -    | 2008 WA6                 | 17 novembre 2008  | Spacewatch           |
| 418832 -    | 2008 WM8                 | 17 novembre 2008  | Spacewatch           |
| 418833 -    | 2008 WJ18                | 23 settembre 2008 | Mt. Lemmon Survey    |
| 418834 -    | 2008 WH22                | 23 settembre 2008 | Spacewatch           |
| 418835 -    | 2008 WH23                | 18 novembre 2008  | CSS                  |
| 418836 -    | 2008 WL28                | 27 ottobre 2008   | Mt. Lemmon Survey    |
| 418837 -    | 2008 WW29                | 19 novembre 2008  | Mt. Lemmon Survey    |
| 418838 -    | 2008 WD33                | 17 novembre 2008  | Farra d'Isonzo       |
| 418839 -    | 2008 WM33                | 17 novembre 2008  | Spacewatch           |
| 418840 -    | 2008 WX33                | 29 settembre 2008 | Mt. Lemmon Survey    |
| 418841 -    | 2008 WZ34                | 17 novembre 2008  | Spacewatch           |
| 418842 -    | 2008 WT48                | 18 novembre 2008  | CSS                  |
| 418843 -    | 2008 WW51                | 9 ottobre 2008    | Spacewatch           |
| 418844 -    | 2008 WZ55                | 20 ottobre 2008   | Spacewatch           |
| 418845 -    | 2008 WM59                | 18 novembre 2008  | LINEAR               |
| 418846 -    | 2008 WJ60                | 23 novembre 2008  | Mt. Lemmon Survey    |
| 418847 -    | 2008 WR60                | 20 ottobre 2008   | Spacewatch           |
| 418848 -    | 2008 WL62                | 17 novembre 2008  | Spacewatch           |
| 418849 -    | 2008 WM64                | 24 novembre 2008  | Mt. Lemmon Survey    |
| 418850 -    | 2008 WQ66                | 18 novembre 2008  | Spacewatch           |
| 418851 -    | 2008 WE75                | 20 novembre 2008  | Spacewatch           |
| 418852 -    | 2008 WH78                | 20 novembre 2008  | Spacewatch           |
| 418853 -    | 2008 WJ87                | 6 ottobre 2008    | Mt. Lemmon Survey    |
| 418854 -    | 2008 WO88                | 21 novembre 2008  | Spacewatch           |
| 418855 -    | 2008 WM92                | 20 ottobre 2008   | Spacewatch           |
| 418856 -    | 2008 WT92                | 29 settembre 2008 | LINEAR               |
| 418857 -    | 2008 WD98                | 19 novembre 2008  | Spacewatch           |
| 418858 -    | 2008 WA102               | 30 novembre 2008  | LINEAR               |
| 418859 -    | 2008 WL102               | 19 novembre 2008  | CSS                  |
| 418860 -    | 2008 WF105               | 30 novembre 2008  | Mt. Lemmon Survey    |
| 418861 -    | 2008 WG105               | 30 novembre 2008  | Mt. Lemmon Survey    |
| 418862 -    | 2008 WM109               | 4 novembre 2008   | Spacewatch           |
| 418863 -    | 2008 WA110               | 30 novembre 2008  | Spacewatch           |
| 418864 -    | 2008 WS133               | 11 febbraio 2004  | NEAT                 |
| 418865 -    | 2008 WR134               | 24 novembre 2008  | Mt. Lemmon Survey    |
| 418866 -    | 2008 WR135               | 19 novembre 2008  | Spacewatch           |
| 418867 -    | 2008 WJ137               | 22 novembre 2008  | LINEAR               |
| 418868 -    | 2008 WA139               | 30 novembre 2008  | LINEAR               |
| 418869 -    | 2008 WN139               | 30 novembre 2008  | LINEAR               |
| 418870 -    | 2008 XV4                 | 3 dicembre 2008   | LINEAR               |
| 418871 -    | 2008 XB5                 | 4 dicembre 2008   | LINEAR               |
| 418872 -    | 2008 XS7                 | 1º dicembre 2008  | Spacewatch           |
| 418873 -    | 2008 XL11                | 11 marzo 2005     | Spacewatch           |
| 418874 -    | 2008 XR25                | 27 ottobre 2008   | Spacewatch           |
| 418875 -    | 2008 XM44                | 8 ottobre 2002    | Spacewatch           |
| 418876 -    | 2008 XR52                | 2 dicembre 2008   | Mt. Lemmon Survey    |
| 418877 -    | 2008 YK21                | 21 dicembre 2008  | Mt. Lemmon Survey    |
| 418878 -    | 2008 YB22                | 21 dicembre 2008  | Mt. Lemmon Survey    |
| 418879 -    | 2008 YN28                | 28 dicembre 2008  | Sarneczky, K.        |
| 418880 -    | 2008 YT33                | 28 dicembre 2008  | Kugel, F.            |
| 418881 -    | 2008 YN65                | 1º dicembre 2008  | Mt. Lemmon Survey    |
| 418882 -    | 2008 YD74                | 5 dicembre 2008   | Mt. Lemmon Survey    |
| 418883 -    | 2008 YH88                | 30 novembre 2008  | Mt. Lemmon Survey    |
| 418884 -    | 2008 YW99                | 29 dicembre 2008  | Spacewatch           |
| 418885 -    | 2008 YQ104               | 29 dicembre 2008  | Spacewatch           |
| 418886 -    | 2008 YV104               | 21 dicembre 2008  | Spacewatch           |
| 418887 -    | 2008 YF115               | 29 dicembre 2008  | Spacewatch           |
| 418888 -    | 2008 YB126               | 30 dicembre 2008  | Spacewatch           |
| 418889 -    | 2008 YP135               | 6 dicembre 2002   | LINEAR               |
| 418890 -    | 2008 YE148               | 31 dicembre 2008  | Spacewatch           |
| 418891 Vizi | 2008 YK148               | 31 dicembre 2008  | Sarneczky, K.        |
| 418892 -    | 2008 YC167               | 21 dicembre 2008  | Spacewatch           |
| 418893 -    | 2008 YQ170               | 30 dicembre 2008  | CSS                  |
| 418894 -    | 2008 YT171               | 22 dicembre 2008  | Spacewatch           |
| 418895 -    | 2009 AM1                 | 24 ottobre 2008   | Mt. Lemmon Survey    |
| 418896 -    | 2009 AK15                | 6 gennaio 2009    | Siding Spring Survey |
| 418897 -    | 2009 AC25                | 3 gennaio 2009    | Spacewatch           |
| 418898 -    | 2009 AT37                | 21 dicembre 2008  | Mt. Lemmon Survey    |
| 418899 -    | 2009 AY49                | 15 gennaio 2009   | Spacewatch           |
| 418900 -    | 2009 BE2                 | 16 gennaio 2009   | Spacewatch           |

## 418901-419000
| Nome     | Designazione provvisoria | Data di scoperta | Scopritore                                  |
| -------- | ------------------------ | ---------------- | ------------------------------------------- |
| 418901 - | 2009 BX22                | 17 gennaio 2009  | Spacewatch                                  |
| 418902 - | 2009 BE47                | 16 gennaio 2009  | Spacewatch                                  |
| 418903 - | 2009 BB48                | 16 gennaio 2009  | Mt. Lemmon Survey                           |
| 418904 - | 2009 BZ69                | 25 gennaio 2009  | CSS                                         |
| 418905 - | 2009 BX72                | 29 gennaio 2009  | Kugel, F.                                   |
| 418906 - | 2009 BA76                | 25 gennaio 2009  | CSS                                         |
| 418907 - | 2009 BY79                | 31 gennaio 2009  | LINEAR                                      |
| 418908 - | 2009 BX92                | 25 gennaio 2009  | Spacewatch                                  |
| 418909 - | 2009 BS148               | 31 gennaio 2009  | Spacewatch                                  |
| 418910 - | 2009 BO158               | 31 gennaio 2009  | Spacewatch                                  |
| 418911 - | 2009 BZ164               | 31 gennaio 2009  | Spacewatch                                  |
| 418912 - | 2009 BR172               | 18 gennaio 2009  | Mt. Lemmon Survey                           |
| 418913 - | 2009 BU177               | 31 gennaio 2009  | Mt. Lemmon Survey                           |
| 418914 - | 2009 BW177               | 31 gennaio 2009  | Spacewatch                                  |
| 418915 - | 2009 BN181               | 19 gennaio 2009  | Mt. Lemmon Survey                           |
| 418916 - | 2009 BX182               | 20 gennaio 2009  | Spacewatch                                  |
| 418917 - | 2009 BH188               | 29 gennaio 2009  | Mt. Lemmon Survey                           |
| 418918 - | 2009 CT26                | 1º febbraio 2009 | Spacewatch                                  |
| 418919 - | 2009 CN27                | 1º febbraio 2009 | Spacewatch                                  |
| 418920 - | 2009 CZ31                | 1º febbraio 2009 | Spacewatch                                  |
| 418921 - | 2009 CV32                | 1º febbraio 2009 | Spacewatch                                  |
| 418922 - | 2009 CL36                | 3 febbraio 2009  | Spacewatch                                  |
| 418923 - | 2009 CH39                | 13 febbraio 2009 | Spacewatch                                  |
| 418924 - | 2009 CO39                | 14 febbraio 2009 | Hormuth, F.                                 |
| 418925 - | 2009 CZ45                | 14 febbraio 2009 | Spacewatch                                  |
| 418926 - | 2009 CG51                | 14 febbraio 2009 | OAM                                         |
| 418927 - | 2009 CQ62                | 25 marzo 2006    | Spacewatch                                  |
| 418928 - | 2009 DJ1                 | 18 febbraio 2009 | Apitzsch, R.                                |
| 418929 - | 2009 DM1                 | 19 febbraio 2009 | CSS                                         |
| 418930 - | 2009 DG2                 | 16 febbraio 2009 | Kugel, F.                                   |
| 418931 - | 2009 DM6                 | 25 gennaio 2009  | Spacewatch                                  |
| 418932 - | 2009 DL11                | 19 febbraio 2009 | Kugel, F.                                   |
| 418933 - | 2009 DV20                | 19 febbraio 2009 | Spacewatch                                  |
| 418934 - | 2009 DL21                | 19 febbraio 2009 | Spacewatch                                  |
| 418935 - | 2009 DJ59                | 22 febbraio 2009 | Spacewatch                                  |
| 418936 - | 2009 DU59                | 22 febbraio 2009 | Spacewatch                                  |
| 418937 - | 2009 DT72                | 3 febbraio 2009  | Spacewatch                                  |
| 418938 - | 2009 DB74                | 26 febbraio 2009 | CSS                                         |
| 418939 - | 2009 DH78                | 21 febbraio 2009 | Spacewatch                                  |
| 418940 - | 2009 DA89                | 24 febbraio 2009 | Mt. Lemmon Survey                           |
| 418941 - | 2009 DJ92                | 28 febbraio 2009 | Spacewatch                                  |
| 418942 - | 2009 DC95                | 14 marzo 2002    | Spacewatch                                  |
| 418943 - | 2009 DQ102               | 26 febbraio 2009 | Spacewatch                                  |
| 418944 - | 2009 DB106               | 26 febbraio 2009 | Spacewatch                                  |
| 418945 - | 2009 DA129               | 24 febbraio 2009 | Mt. Lemmon Survey                           |
| 418946 - | 2009 DV135               | 4 agosto 2003    | Spacewatch                                  |
| 418947 - | 2009 ED3                 | 15 marzo 2009    | CSS                                         |
| 418948 - | 2009 EU20                | 15 marzo 2009    | Spacewatch                                  |
| 418949 - | 2009 EM22                | 21 ottobre 2007  | Mt. Lemmon Survey                           |
| 418950 - | 2009 EK24                | 1º marzo 2009    | Mt. Lemmon Survey                           |
| 418951 - | 2009 ER30                | 1º marzo 2009    | Spacewatch                                  |
| 418952 - | 2009 FW6                 | 16 marzo 2009    | Spacewatch                                  |
| 418953 - | 2009 FN24                | 20 marzo 2009    | OAM                                         |
| 418954 - | 2009 FN31                | 19 marzo 2009    | Spacewatch                                  |
| 418955 - | 2009 FW51                | 28 marzo 2009    | Mt. Lemmon Survey                           |
| 418956 - | 2009 FY62                | 26 marzo 2009    | Spacewatch                                  |
| 418957 - | 2009 FR70                | 21 marzo 2009    | CSS                                         |
| 418958 - | 2009 FZ70                | 27 marzo 2009    | Mt. Lemmon Survey                           |
| 418959 - | 2009 FW74                | 24 marzo 2009    | Mt. Lemmon Survey                           |
| 418960 - | 2009 FG76                | 26 marzo 2009    | Mt. Lemmon Survey                           |
| 418961 - | 2009 GH                  | 20 gennaio 2009  | Mt. Lemmon Survey                           |
| 418962 - | 2009 GC6                 | 2 aprile 2009    | Spacewatch                                  |
| 418963 - | 2009 HC4                 | 17 aprile 2009   | Spacewatch                                  |
| 418964 - | 2009 HL13                | 17 aprile 2009   | CSS                                         |
| 418965 - | 2009 HP14                | 30 maggio 2006   | Mt. Lemmon Survey                           |
| 418966 - | 2009 HO21                | 16 aprile 2009   | CSS                                         |
| 418967 - | 2009 HE29                | 19 aprile 2009   | Spacewatch                                  |
| 418968 - | 2009 HX34                | 20 aprile 2009   | Mt. Lemmon Survey                           |
| 418969 - | 2009 HX50                | 21 aprile 2009   | Spacewatch                                  |
| 418970 - | 2009 HA56                | 17 marzo 2009    | Spacewatch                                  |
| 418971 - | 2009 HQ62                | 17 aprile 2009   | Spacewatch                                  |
| 418972 - | 2009 HV68                | 21 aprile 2009   | Mt. Lemmon Survey                           |
| 418973 - | 2009 HW74                | 1º aprile 2009   | Spacewatch                                  |
| 418974 - | 2009 HE90                | 19 aprile 2009   | Mt. Lemmon Survey                           |
| 418975 - | 2009 HW91                | 29 aprile 2009   | Spacewatch                                  |
| 418976 - | 2009 HA100               | 27 aprile 2009   | Mt. Lemmon Survey                           |
| 418977 - | 2009 HM100               | 29 aprile 2009   | Spacewatch                                  |
| 418978 - | 2009 HG105               | 17 ottobre 2007  | Mt. Lemmon Survey                           |
| 418979 - | 2009 HJ106               | 18 aprile 2009   | Mt. Lemmon Survey                           |
| 418980 - | 2009 JO7                 | 29 aprile 2009   | Mt. Lemmon Survey                           |
| 418981 - | 2009 JG8                 | 13 maggio 2009   | Spacewatch                                  |
| 418982 - | 2009 JQ11                | 23 aprile 2009   | Spacewatch                                  |
| 418983 - | 2009 KS1                 | 21 aprile 2009   | Spacewatch                                  |
| 418984 - | 2009 KZ1                 | 18 maggio 2009   | Tozzi, F.                                   |
| 418985 - | 2009 KL6                 | 25 maggio 2009   | Spacewatch                                  |
| 418986 - | 2009 KJ9                 | 24 maggio 2009   | Spacewatch                                  |
| 418987 - | 2009 KX11                | 25 marzo 2009    | Mt. Lemmon Survey                           |
| 418988 - | 2009 KT14                | 17 aprile 2009   | Mt. Lemmon Survey                           |
| 418989 - | 2009 KA16                | 27 aprile 2009   | Spacewatch                                  |
| 418990 - | 2009 KY18                | 27 maggio 2009   | Mt. Lemmon Survey                           |
| 418991 - | 2009 LB6                 | 21 dicembre 2003 | Spacewatch                                  |
| 418992 - | 2009 ME3                 | 27 maggio 2009   | Mt. Lemmon Survey                           |
| 418993 - | 2009 MS9                 | 25 giugno 2009   | Petit, J.-M., Gladman, B., Kavelaars, J. J. |
| 418994 - | 2009 NG                  | 4 luglio 2009    | OAM                                         |
| 418995 - | 2009 OP                  | 16 luglio 2009   | OAM                                         |
| 418996 - | 2009 OH10                | 29 luglio 2009   | OAM                                         |
| 418997 - | 2009 OP10                | 27 luglio 2009   | Spacewatch                                  |
| 418998 - | 2009 OY10                | 28 luglio 2009   | CSS                                         |
| 418999 - | 2009 OE12                | 16 giugno 2009   | Mt. Lemmon Survey                           |
| 419000 - | 2009 OW13                | 24 gennaio 2007  | Mt. Lemmon Survey                           |